# Castello di Specchio
Il castello di Specchio era un maniero medievale, che sorgeva sulla cima del monte Spinola in adiacenza al borgo di Specchio, frazione di Solignano, in provincia di Parma.

## Storia
Il castello fu edificato in epoca medievale sulla sommità del monte Spinola, in corrispondenza del confine tra i territori appartenenti a parmigiani e piacentini; il maniero fu menzionato per la prima volta nel 1132, quando fu alienato, unitamente ad altri beni posti nella zona di Varsi, al Comune di Piacenza da Attone e Alberico da Fabrica.
A causa della sua collocazione, la fortezza fu al centro di lunghe dispute tra le due città; nel 1191 fu avviata una nuova controversia, che coinvolse anche grondolesi per parte parmigiana e pontremolesi per parte piacentina; nonostante i propositi di risolvere finalmente la lunga questione nominando quattro arbitri, due per fazione, gli accesi scontri perdurarono ancora senza alcuna soluzione.
Nel 1249 l'imperatore del Sacro Romano Impero Federico II di Svevia assegnò al suo condottiero Oberto II Pallavicino numerosi castelli nel Parmense e nel Piacentino, tra cui quello di Specchio.
Nel 1391 il duca di Milano Gian Galeazzo Visconti assegnò i castelli di Specchio e di Pellegrino ai marchesi Galvano e Manfredo Pallavicino; nel 1397 il Duca confermò i diritti ai marchesi Braccialino e Filippone Pallavicino.
Nel 1422 il duca Filippo Maria Visconti rinnovò l'investitura al marchese Manfredo, figlio di Filippone; tuttavia, nel 1428 le truppe milanesi, guidate dal capitano di ventura Niccolò Piccinino, conquistarono il castello di Pellegrino e arrestarono il Pallavicino; il Marchese sotto tortura confessò di aver congiurato contro il Duca, che lo condannò a morte e incamerò tutti i suoi beni; nel 1442 il Visconti investì del castello di Specchio il Piccinino.
Nel 1450 il duca Francesco Sforza assegnò il maniero, insieme a quello di Castelcorniglio, a Niccolò, Lodovico e Giovanni Pallavicino, marchesi di Scipione; nel 1470 i tre fratelli ricevettero conferma dell'investitura dal duca Galeazzo Maria Sforza.
Nel 1690 il marchese Ascanio Pallavicino morì in carcere a Piacenza, estinguendo il ramo di Specchio del casato; il castello, unitamente a quello di Castelcorniglio, tornò quindi ai Pallavicino di Scipione, che si estinsero nel 1776.
I due manieri furono quindi assegnati ai conti Valeri, ai quali seguirono dopo pochi anni i conti Rugarli, che mantennero i diritti feudali fino alla loro abolizione sancita da Napoleone nel ducato di Parma e Piacenza nel 1805.
Già all'epoca dell'antica fortezza di Specchio, ormai da tempo abbandonata, sopravvivevano soltanto le mura in rovina; il castello, insieme a quello di Castelcorniglio, fu acquistato nella seconda metà del XIX secolo dalla famiglia Zanetti; i ruderi del maniero di Specchio, che ispirarono intorno al 1900 varie poesie dello scrittore Francesco Zanetti, in seguito scomparvero completamente.